# La Esperanza (Mariquina)
La Esperanza es una localidad rural en la comuna de Mariquina, Provincia de Valdivia, Región de Los Ríos, Chile, ubicada en la ribera este del Río Cruces.

## Historia
El 20 de mayo de 1859, el explorador alemán Paul Treutler pasa a caballo por esta localidad en su primera expedición camino a San José de la Mariquina.

## Accesibilidad y transporte
La Esperanza se encuentra a 15,8 km de la ciudad de San José de la Mariquina a través de la Ruta 202.